# Temperatura zasićenja
Temperatura zasićenja je termodinamički pojam kojim se opisuje temperatura pri kojoj se određeni sustav nalazi u stanju termodinamičke ravnoteže. Pri tome je entropija toga sustava maksimalna, odnosno Gibbsova slobodna energija je minimalna. Ako se pri odgovarajućoj temperaturi zasićenja sustav, koji je u stanju termodinamičke ravnoteže, nalazi pod uvjetima okolišnog tlaka, takva temperatura se naziva vrelište.

## Isparivanje
Isparivanje je prijelaz iz kapljevitog u parovito agregatno stanje. Tijekom takvog procesa kapljevita i parovita faza, kao dva različita agregatna stanja, uvijek stoje u međusobnoj toplinskoj i mehaničkoj ravnoteži, tj. kapljevita i parovita faza imaju isti tlak p i istu temperaturu ϑ. Kako je gustoća kapljevite faze različita od gustoće parovite faze, ovakav sustav nije više homogen, nego heterogen.
U tehnički važnim uređajima, kao npr. u parnom kotlu, proces isparivanja odvija se pri konstantnom tlaku pa stoga promotrimo proces sa slike desno. U jednom, s pomičnim stapom, zatvorenom cilindru nalazi se kapljevina početne temperature ϑa. Na stap s gornje strane postavljen je uteg, koji ostaje na tom mjestu tijekom izvođenja eksperimenta čime se održava konstantni tlak. Dovođenjem topline, temperatura kapljevini počinje rasti uz neznatno povećanje njezina volumena. Kao toplinsko stanje b, koje je određeno tlakom p i temperaturom ϑb, označimo ono toplinsko stanje kada se na ogrjevnoj plohi pojavi prvi parni mjehur, tj. od tog toplinskog stanja počinje proces isparivanja. Daljnjim dovođenjem topline nastaje sve više i više parovite iz kapljevite faze. Kako je volumen pare veći od volumena kapljevine, to će tijekom nastajanja toplinskog stanja c doći do neznatnog povećanja volumena, a što se registrira primjetnim podizanjem stapa u cilindru. No termometar u toplinskom stanju c pokazuje istu temperaturu kao i u prethodnom stanju b, što znači da se proces isparivanja pri konstantnom tlaku odvija i uz konstantnu temperaturu. Ovu temperaturu nazivamo temperaturom zasićenja i obično je označavamo s ϑ'. Daljnjim dovođenjem topline nastaje sve više i više parovite faze, uz također primjetno podizanje stapa. Temperatura ϑ' ostaje konstantna sve dok s ogrjevne plohe ne iščezne i zadnji sloj kapljevite faze. To je toplinsko stanje d. Ako se i nakon postignutog stanja d i dalje dovodi toplina, nastaloj će pari rasti i temperatura i volumen.

## Krivulja napetosti (p,ϑ - dijagram)
Jednoj temperaturi zasićenja odgovara sasvim određeni tlak (tlak zasićenja) pri kojemu isparava neka kapljevina. To znači da će određena kapljevina isparivati pri temperaturi zasićenja ϑ', ovisno o tlaku pod kojim se nalazi. Tako npr. ako se voda nalazi pod tlakom 1,0113 bar, tada će ona isparivati pri temperaturi 100 °C, a ako je tlak vode 0,5 bar, tada će voda isparivati pri temperaturi 32,88 °C, dok pri tlaku 10 bara temperatura zasićenja (isparivanja) iznosi 179,99 °C. To znači da višem tlaku odgovara i viša temperatura zasićenja i obrnuto, nižem tlaku odgovara i niža temperatura zasićenja.
Za svaku tvar postoje linije napetosti pri određenim promjenama stanja: krutina - kapljevina, kapljevina - para, krutina - para. Sve ove tri linije napetosti se prikazuju u p,ϑ - dijagramu. Linija A predstavlja liniju napetosti krutina - kapljevina i na njoj se pri zadanom tlaku odvija prijelaz iz krute u kapljevitu fazu (taljenje) i obrnuto (skrućivanje), dok linija B predstavlja liniju napetosti kapljevina - para, a linija C označava liniju napetosti krutina - para. Naznačene krivulje napetosti, A, B i C dijele cjelokupnu p,ϑ - ravninu na tri područja: pothlađene kapljevine, pothlađene krutine i područje pregrijane pare. U istom su dijagramu naznačeni i pojedini prijelazi. Tako linija I - II predstavlja izobarni prijelaz iz područja pothlađene krutine u područje pothlađene kapljevine, dok linija III - IV predstavlja izobarni prijelaz od pothlađene kapljevine do pregrijane pare, a linija V - VI označava izobarni prijelaz od pothlađene krutine do pregrijane pare. Same fazne pretvorbe smještene su u točkama na odgovarajućim linijama napetosti pa tako točka 1 predstavlja taljenje (ili obratno, skrućivanje), točka 2 označava isparivanje (ili obratno, kondenzaciju) i konačno, točka 3 predstavlja sublimaciju, odnosno obrnuto desublimaciju. 
Vidi se da se sve tri linije spajaju u jednoj točki, Tr, koju nazivamo trojna točka (tripel točka). Ona predstavlja takvo toplinsko stanje tvari u kojemu se u međusobnoj toplinskoj i mehaničkoj ravnoteži nalaze sve tri faze: parovita, kapljevita i kruta.

Samo za stanja koja leže ispod točke Kr moguća je ravnoteža između kapljevite i parovite faze, dok za toplinska stanja koja leže iznad Kr ne postoji jasna granica između kapljevite i parovite faze. Točku Kr nazivamo kritičnom točkom, a relevantne veličine stanja u toj točki nazivamo kritičnim veličinama: kritični tlak pKr, kritična temperatura TKr i kritični specifični volumen vKr. Svaka tvar ima svoju poznatu kritičnu točku. Tako npr. veličine stanja za vodu u kritičnoj točku su: pKr = 221,20 bar, ϑKr = 374,15 °C i vKr = 0,00317 m3/kg, dok za ugljikov dioksid veličine stanja u kritičnoj točki iznose: pKr = 73,9 bar, ϑKr = 31,05 °C i vKr = 0,002143 m3/kg.

## Termodinamička ravnoteža heterogenog (zasićenog) područja
U zasićenom području para i kapljevina iste tvari nalaze se u međusobnoj termodinamičkoj ravnoteži, tj. obje faze imaju isti tlak i istu temperaturu. Ista se tvrdnja odnosi i na heterogeno područje kapljevina - para, krutina - para, odnosno područje trojnog stanja krutina - kapljevina - para. Navedena tvrdnja se dokazuje razmatranjem jednog zatvorenog heterogenog sustava, koji je zatvoren unutar izolirane posude čvrstih stijenki, kako kvalitativno prikazuje slika ispod.

Uzmimo da se heterogeni sustav (tvar) sastoji iz kapljevite i parovite faze. Kako je ukupna entropija heterogenog sustava ekstenzivna veličina stanja, ona je, zbog svojstva aditivnosti, jednaka zbroju entropije obiju faza pa se može pisati: {\displaystyle S=S'+S''=m's'(u',v')+m''s''(u'',v'')}.

Prema gornjoj jednadžbi, entropija S sustava je funkcija šest varijabli: mase, volumena i unutrašnje energije vrele kapljevine i suhozasićene pare.

Ukupna je masa gornjeg sustava također jednaka zbroju mase vrele kapljevine i suhozasićene pare: {\displaystyle m=m'+m''}, a analogno je ukupni volumen jednak zboju volumena kapljevite i parovite faze: {\displaystyle V=V'+V''=m'v'+m''v''}.

Kako su veličine m, U, V i S promatranog sustava konstantne, to znači da se veličine jedne faze mogu odrediti u funkciji veličina druge faze.
 Daljnjim izvođenjem dobije se:

{\displaystyle {\frac {1}{T'}}-{\frac {1}{T''}}=0}

{\displaystyle {\frac {p'}{T'}}-{\frac {p''}{T''}}=0}

Iz gornjih jednadžbi proizlazi da mora biti ispunjen uvjet {\displaystyle T'=T''=T}, tj. uvjet toplinske ravnoteže između kapljevite i parovite faze, kao i uvjet {\displaystyle p'=p''=p}, tj. uvjet mehaničke ravnoteže između kapljevite i parovite faze.

## Primjeri uobičajenih vrelišta čistih tvari

### Kemijski elementi
- Najnižu temperaturu vrelišta ima helij, a iznosi -269 °C
- Najviša temperatura vrelišta se u literaturi jednoliko navodi: volfram i renij na temperaturi iznad 5000 °C
- Usporedbom grupa plemenitih plinova, nemetala, polumetala i metala pokazuje se da metali imaju puno više vrelište nego nemetali jer metalne veze predstavljaju najčvršće veze.

Iznimke: Živa ima vrelište na temperaturi 357 °C, što je neobično nisko vrelište za metale.  Ugljik kao nemetal ima iznimno visoku točku vrelišta i to na 4827 °C.
| Vrelišta [°C]     | Vrelišta [°C] | Vrelišta [°C] | Vrelišta [°C] | Vrelišta [°C] |
|                   | Min           | Max           | Prosjek       |               |
| ----------------- | ------------- | ------------- | ------------- | ------------- |
| Plemeniti plinovi | −269          | −62           | −170,5        |               |
| Nemetali          | −253          | 4827          | 414,1         |               |
| Polumetali        | 335           | 3900          | 1741,5        |               |
| Metali            | 357           | >5000         | 2755,9        |               |